# Alexandre II da Macedónia
Alexandre II (? — 368 a.C.) rei de Macedónia de 370 a.C. a 368 a.C., após a morte do seu pai Amintas III.
Era o mais velho dos três filhos de Amintas e Eurídice. Embora já tivesse atingido a maioridade, Alexandre era muito jovem quando ascendeu ao trono. Isto causou problemas para o novo rei já que surgiram vários pretendentes ao trono contra si.
Alexandre enfrentou simultaneamente uma invasão da Ilíria do noroeste, e um ataque do lado este pelo pretendente Pausanas. Pausanas capturou rapidamente várias cidades e ameaçou a rainha-mãe que estava no palácio em Pela com os seus filhos mais novos. Alexandre derrotou os seus inimigos com a ajuda de Ifícrates, general ateniense, que havia estado a navegar a costa da Macedónia para reafirmar a colónia ateniense de Anfípolis.
Interveio numa guerra civil na Tessália, contra o tirano Alexandre de Feras. Obteve o comando de Lárissa e várias cidades com sucesso, mas, traindo uma promessa que havia feito, mandou instalar guarnições nessas. Isto provocou uma reacção hostil de Tebas, o poder militar predominante na Grécia na altura. O general Pelópidas neutralizou Alexandre, favorecendo as ambições do cunhado de Alexandre, Ptolomeu de Aloros, e obrigou Alexandre a abandonar a sua aliança com Atenas a favor de Tebas. Como parte desta nova aliança, Alexandre foi compelido a entregar reféns, incluindo o seu jovem irmão Filipe.
Alexandre foi assassinado durante uma festa por instigação de Ptolomeu. Ainda que o seu irmão Pérdicas se tenha convertido em rei, era menor de idade e Ptolomeu converteu-se em regente.